# Código de área 802

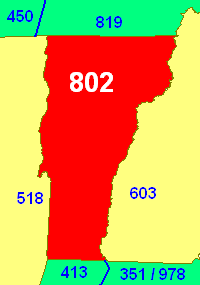
Vermont y su código 802 (en rojo)

802 es un código de área de los Estados Unidos.
El código de área telefónica 802 es el único del estado de Vermont. Fue establecido en octubre de 1947.
El estado de Vermont está entre el número decreciente de estados con un único código telefónico y este hecho ha devenido en una fuente de orgullo en el estado.